# Acanthocereus cuixmalensis
Acanthocereus cuixmalensis ist eine Pflanzenart in der Gattung Acanthocereus aus der Familie der Kakteengewächse (Cactaceae). Das Artepitheton cuixmalensis verweist auf das Vorkommen der Art beim Anwesen „Cuixmala“ im mexikanischen Bundesstaat Jalisco.

## Beschreibung
Acanthocereus cuixmalensis wächst nicht oder mit kurz über dem Boden wenig verzweigten, meist aufrechten Trieben. Die karottenartigen, gelegentlich gegabelten Wurzeln sind 25 bis 35 Zentimeter lang. Die verlängerten, vierkantigen, hellgrünen Triebe sind weißlich gefleckt. Sie sind von 80 bis 220 Zentimeter Länge und besitzen einen Durchmesser von 2,5 bis 3,5 Zentimeter. Es sind vier gewellte Rippen vorhanden. Die dicken, kräftigen Dornen sind an ihrer Basis verdickt. Sie sind anfangs rötlich und werden später hornfarben. Der einzelne Mitteldorn ist 1 bis 1,5 Zentimeter lang. Die sechs bis sieben ausstrahlenden Randdornen weisen eine Länge von 8 bis 20 Millimeter auf.
Die trichterförmigen, duftenden, weißen Blüten öffnen sich in der Nacht. Sie sind 9 bis 11 Zentimeter lang. Die eiförmigen Früchte sind 5 bis 6 Zentimeter lang und weisen einen Durchmesser von 3,5 bis 4 Zentimeter auf. Sie enthalten ein rotes, saftiges Fruchtfleisch.

## Verbreitung, Systematik und Gefährdung
Acanthocereus cuixmalensis ist in den mexikanischen Bundesstaaten Jalisco, Colima, Guerrero und Michoacán verbreitet.
Die Erstbeschreibung als Peniocereus cuixmalensis erfolgte 1973 durch Hernándo Sánchez-Mejorada. Joël Lodé stellte die Art 2013 in die Gattung Acanthocereus.
In der Roten Liste gefährdeter Arten der IUCN wird die Art als „Vulnerable (VU)“, d. h. als gefährdet geführt.

## Nachweise